# Rue Pierre-Fourier
La rue Pierre-Fourier est une voie du centre de la commune de Nancy, sise au sein du département de Meurthe-et-Moselle, en région Lorraine.

## Situation et accès
La rue Pierre-Fourier, d'une direction générale ouest-est, est comprise au sein de la Ville-neuve, à proximité de la place Stanislas, elle appartient administrativement au quartier Charles III - Centre Ville. Elle relie la Rue des Dominicains, à l'ouest, à la rue Bailly et à la place d'Alliance à l’est.

## Origine du nom
Elle porte le nom du prêtre catholique et religieux augustin lorrain Pierre Fourier (1565-1640).

## Historique
Après avoir porté le nom de rue neuve de la Congrégation en 1754, rue de l'Hôpital en 1767, rue de l'Hôpital-Saint-Julien en 1770, rue de l'Hospitalité 1793, rue de la Bienfaisance en 1795, rue de l'Hôpital-Saint-Julien en 1814, à cause du voisinage de cet hôpital, fondé en 1335 par l'abbé Vernier et transféré à la Ville-Neuve par Charles III en 1589. Elle reçut sa dénomination actuelle le 7 février 1867.

## Bâtiments remarquables et lieux de mémoire
- no 1 : Immeuble, édifice objet d’une inscription au titre des monuments historiques depuis 1956[2].
- no 8 : hôtel de la Poste Centrale, construit en 1904, à l’emplacement de l’ancien hôpital Saint-Julien [3] La Poste a vendu le bâtiment en 2007[4].
- no 14 : Lycée Jeanne-d'Arc.
- Hôtel de ville de Nancy : entrée du public  pour  les services des formalités administratives;